# Калушка митрополија
Калушка митрополија (рус. Калужская митрополия) митрополија је Руске православне цркве.
Образована је одлуком Светог синода од 2. октобра 2013, а налази се у оквиру граница Калушке области. У њеном саставу се налазе три епархије: Калушка, Козељска и Песоченска.